# Provalija
Provalija (cyr. Провалија) – wieś w Czarnogórze, w gminie Šavnik. W 2011 roku liczyła 19 mieszkańców.